# Österreichische Ordenskonferenz
Die Österreichische Ordenskonferenz ist der Zusammenschluss der männlichen und weiblichen Ordensoberen in Österreich. In ihr sind in 192 Gemeinschaften 4.507 Ordensleute vertreten.

## Geschichte
Als Vorgänger der Ordenskonferenz fungierten die 1918 gegründete Kämmererkonferenz (1918–1932), die Äbtekonferenz (1932–1959), sowie die Österreichische Superiorenkonferenz (1959–2019). Die Superiorenkonferenz war zuletzt der Zusammenschluss der Höheren Oberen der 86 männlichen Ordensgemeinschaften Österreichs und als öffentliche juristische Person von Kirche und Staat anerkannt.
Die Vereinigung der Frauenorden Österreichs wurde 1966 als Zusammenschluss der österreichischen Frauenorden gegründet. Ihre Mitglieder waren die Höheren Oberinnen, Leiterinnen oder Delegierten der Frauenorden, die wenigstens eine Niederlassung in Österreich haben. Zuletzt gehörten der Vereinigung 106 Gemeinschaften an.
Schon in den 1970er Jahren gab es Überlegungen die Männer- und Frauenorden Österreichs unter einem Dach zu vereinen. Beide Seiten standen dieser Idee damals jedoch kritisch gegenüber, auch wenn es natürlich schon länger eine Zusammenarbeit in vielen Bereichen gab.
2010 wurden die Büros der Österreichischen Superiorenkonferenz und der Vereinigung der Frauenorden Österreichs zusammengelegt um administrative und organisatorische Arbeiten zu bündeln. 
Im Jahr 2017 sprachen sich beide Vereinigungen dafür aus die Zukunft als gemeinsamer Zusammenschluss von Männer- und Frauenorden anzustreben.
Am 25. November 2019 wurde die Vereinigung als Österreichische Ordenskonferenz mit einem Dekret der Kongregation für die Institute des geweihten Lebens und die Gesellschaften des apostolischen Lebens vollzogen. Die Konstituierung fand am 8. Dezember 2019 – dem Hochfest Mariae Empfängnis – statt.

## Ziele
Als wesentliche Ziele wurden das Zusammenwachsen von Männer- und Frauenorden in Österreich, sowie die ordensinterne Gleichberechtigung genannt, um mit vereinten Kräften gemeinsam in die Zukunft zu gehen. 
Dies zeigt sich konkret in der geteilten Rolle der Vorsitzenden, die jeweils von einem Oberen aus dem Männerorden, sowie einer Oberin aus dem Frauenorden gewählt wird.

## Tätigkeiten
Die österreichischen Ordensgemeinschaften sind Träger verschiedenster Schulen. So werden derzeit 39 Schulen in direkter Ordensträgerschaft, 158 in verschiedenen Schulvereinen und 36 durch die Vereinigung von Ordensschulen Österreichs geführt. Über 52.000 Schülerinnen und Schüler besuchen Ordensschulen in Österreich, über 200 Ordensangehörige sind im Bereich der Bildung tätig.
23 Ordensspitäler werden von Ordensgemeinschaften in Österreich geführt.
Beinahe 700 Ordensangehörige sind in der Pfarrseelsorge tätig, nicht wenige Pfarren werden als inkorporierte Pfarren eines Klosters seelsorglich mitbetreut und verwaltet.
Verschiedenste Orden und Klöster betreiben insgesamt 26 Bildungs- und Exerzitienhäuser in ganz Österreich.
Die Ordensarchive Österreichs zählen etwa 30.000 Regallaufmeter mit etwa vier Millionen Büchern.

## Die Vorsitzenden der Österreichischen Ordenskonferenz
| Amtsperiode | Männerorden (1. Vorsitzender)                        | Frauenorden (2. Vorsitzende)     |
| ----------- | ---------------------------------------------------- | -------------------------------- |
| 2019–       | Erzabt Korbinian Birnbacher OSB (Erzabtei St. Peter) | Schwester Franziska Bruckner OSF |